# Wiedźma Hazel
Wiedźma Hazel (ang. Witch Hazel, od nazwy oczaru) – drugoplanowa postać z serii kreskówek Zwariowane melodie. W oryginale głosu użyczyła jej June Foray, w Polsce zaś – Ilona Kuśmierska. Wiedźma o tym samym imieniu pojawia się też w filmie Disneya "Słodycze albo psikus" z Kaczorem Donaldem.

## Historia
Wiedźma Hazel pojawiła się po raz pierwszy w Zwariowanych Melodiach w 1954 roku w krótkometrażówce pt. Bewitched Bunny (w wersji polskiej Domek z piernika). W kreskówce tej zamierzała ugotować Hansela i Gretel, jednak Bugs jej w tym przeszkodził.
Oprócz Bewitched Bunny wystąpiła również w filmach animowanych Broom-Stick Bunny (w wersji polskiej Zmiataj, króliczku) (1956) oraz A Witch’s Tangled Hare (1959). W tym pierwszym gotowała wywar w Halloween, gdy nagle napatoczył się Bugs przebrany za wiedźmę. Później, gdy dowiedziała się, że to przebrany Bugs, chciała użyć jego obojczyka jako składnika jej wywaru.
W A Witch's Tangled Hare ścigała Bugsa po szkockim zamku, z czego wynikły zabawne parodie słynnych utworów Williama Shakespeare’a, m.in. Romeo i Julia oraz Makbet.
W krótkim filmie Transylvania 6-5000 Królik Bugs zamienił wampira, Hrabiego Bloodcount w Wiedźmę Hazel za pomocą magicznego zaklęcia. Pojawiła się też w animacji z 1966 roku A-Haunting We Will Go, w której zamieniła Speedy'ego Gonzalesa w siebie, aby móc wyjechać wreszcie wymarzone wakacje, po czym chciała ugotować Kaczora Daffy'ego.
W filmie Kosmiczny mecz mieliśmy okazję przez kilka sekund zobaczyć Wiedźmę Hazel jako cheerleaderkę.

## Opis postaci
Ma zieloną twarz oraz ogromny nos. Nosi czarny kapelusz, niebieską suknię oraz czarne buty. Uważa się za damę, mimo że jest niezbyt urodziwa. Za każdym razem, gdy coś ją rozśmieszy, zatrzymuje się gwałtownie i wpada w histeryczny śmiech. Lubi też używać swojej miotły oraz tasaka. Gdy gdzieś biegnie, z jej włosów sypie się całe mnóstwo spinek do włosów.

## W różnych językach
| Język       | Imię          |
| ----------- | ------------- |
| Angielski   | Witch Hazel   |
| Polski      | Wiedźma Hazel |
| Hiszpański  | Bruja Hazel   |
| Portugalski | Bruxa Hazel   |
| Włoski      | Strega Hazel  |
| Turecki     | Cadı Hazel    |